# Pirenossina
La pirenossina, in molti paesi commercializzata con il nome di Catalin, utilizzata come sale sodico, è un farmaco utilizzato sotto forma di collirio, per la prevenzione dell'insorgenza della cataratta.

## Farmacodinamica
La cataratta sembrerebbe formarsi anche per interazione di sostanze chinoniche, prodotte da un anormale metabolismo degli aminoacidi, quali triptofano e tirosina, con le proteine solubili del cristallino dando luogo così a composti insolubili che lo opacizzano. 
La pirenossina agirebbe rallentando lo sviluppo dell'opacizzazione del cristallino, inibendo in modo competitivo l'azione delle sostanze chinoniche ed interagirebbe con la selenite o ioni di calcio che si è dimostrato essere fattori che portano alla formazione della cataratta.

## Usi clinici
La pirenossina viene impiegata nel trattamento della cataratta senile.

## Tossicologia
I valori della DL50 nel topo sono superiori a 10.000 mg/kg peso corporeo, quando assunta per os; superiori a 5.000 mg/kg peso corporeo per via sottocutanea e di 120−250 mg/kg per via intraperitoneale.

## Controindicazioni
Il farmaco è controindicato in caso di ipersensibilità nota alla pirenossina, sostanze chimicamente correlate oppure a uno qualsiasi degli ingredienti della formulazione in commercio.

## Effetti collaterali e indesiderati
L'uso prolungato o l'ingestione accidentale di pirenossina sodica possono causare fenomeni tossici. in alcuni soggetti sono state segnalate dermatiti da contatto.

## Dosi terapeutiche
Di norma è sufficiente instillare 1-2 gocce di collirio 4 volte al giorno.

## Avvertenze
Deve essere evitata l'applicazione su mucose infiammate o lese.